# Sascha Gerstner
Sascha Gerstner (Stoccarda, 2 aprile 1977) è un chitarrista tedesco, attualmente membro degli Helloween.

## Biografia
Ex-chitarrista dei Freedom Call e dei Neumond, Sascha abbandona la precedente band per unirsi agli Helloween sostituendo così Roland Grapow.

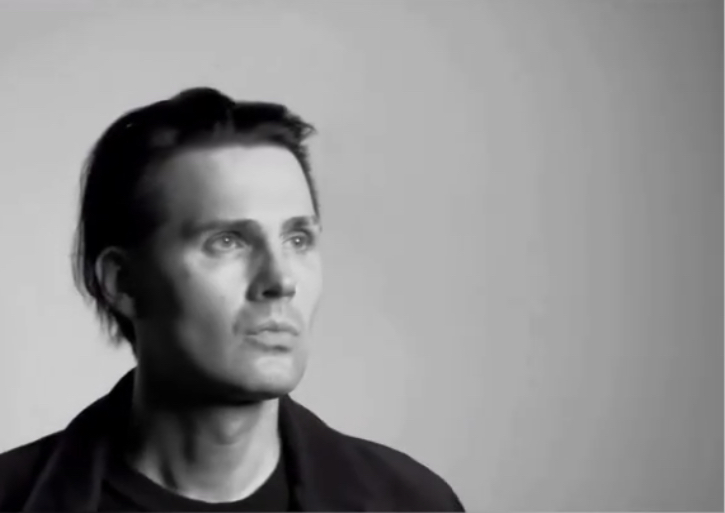
Sascha Gerstner (46)

## Discografia

### Con i Freedom Call

#### Full-length
- Stairway to Fairyland - 1999
- Crystal Empire - 2001

#### EP
- Taragon - 1999

### Con gli Helloween

#### Full-length
- Rabbit Don't Come Easy - 2003
- Keeper of the Seven Keys - The Legacy - 2005

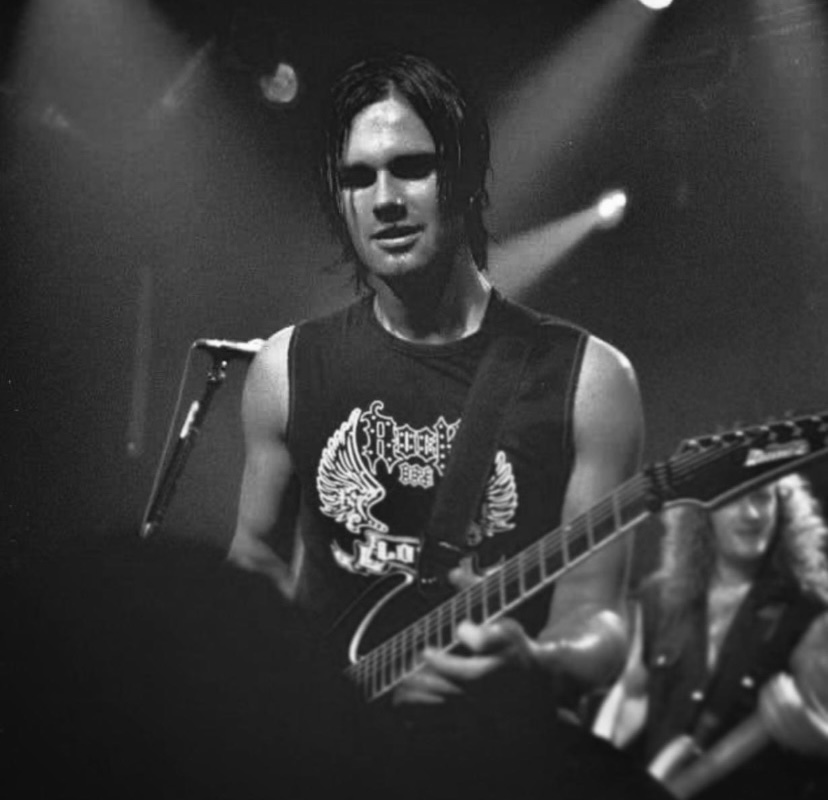
Sascha Gerstner in concerto (Helloween)

- Gambling with the Devil - 2007
- 7 Sinners- 2010
- Straight out of Hell - 2013
- My God-Given Right - 2015
- Helloween - 2021

#### Live
- Live in 3 Continents - 2007